# Dòng Thánh Lazarus
Hiệp sĩ dòng Thánh Lazarus hay Dòng huynh đệ phong cùi tại Jerusalem hoặc Lazarists, là một giáo binh đoàn Công giáo được thành lập bởi các thập tự quân vào khoảng năm 1119 từ một bệnh viện phong ở Jerusalem thuộc Vương quốc Jerusalem. Dòng thánh được đặt theo tên vị thánh Lazarus bảo trợ cho họ. Dòng thánh được công nhận bởi Vua Fulk của Jerusalem vào năm 1142 và được công nhận về mặt giáo luật là một dòng cứu tế và tổ chức quân sự đặt dưới điều răn của thánh Augustine trong tông sắc Cum a Nobis Petitur của Giáo hoàng Alexander IV vào năm 1255. Mặc dù vai trò chính của dòng là chăm sóc những bệnh nhân phong cùi, các hiệp sĩ của Dòng Thánh Lazarus đã đóng vai trò quan trọng trong trận La Forbie năm 1244 và trận phòng thủ Acre năm 1291. Bản doanh được đặt lần lượt tại Jerusalem và Saint-Jean-d'Acre. Sau khi Vương quốc Jerusalem sụp đổ, dòng thánh được chia thành hai hệ phái chính ở Ý và tại Château Royal de Boigny-sur-Bionne ở Pháp.
Năm 1489, Giáo hoàng Innocent VIII đã cố gắng hợp nhất tổ chức dòng thánh và quyền sở hữu đất đai của dòng Lazarus với Dòng Chiến sĩ toàn quyền Malta. Điều này đã bị phản đối bởi phần lớn các cơ sở của dòng thánh Lazarus ở Pháp, Nam Ý, Hungary, Thụy Sĩ và Anh do Dòng Chiến sĩ toàn quyền Malta chỉ sắp xếp việc này để chiếm đoạt tài sản của dòng thánh Lazarus ở Đức.
Năm 1572, Dòng thánh Lazarus ở Ý được hợp nhất với Dòng thánh Maurice thuộc Hoàng gia Savoy để tạo thành Dòng Thánh Maurice và Lazarus, vẫn tồn tại cho đến ngày nay, được công nhận rộng rãi như một đơn vị kế thừa hội thánh của nhánh Ý. Tuy nhiên, sự hợp nhất này đã bỏ qua việc nắm giữ lãnh thổ ở nam Ý, sau đó trở thành một phần của lãnh thổ Tây Ban Nha và trở thành những phúc lợi cho giáo hội. Công tước Savoy chỉ giành được quyền kiểm soát những lãnh thổ thuộc Công quốc Savoy.
Vào năm 1608, Henry IV của Pháp, với sự chấp thuận của Tòa thánh, đã liên kết bộ phận tại Pháp về mặt hành chính với dòng Đức Mẹ Núi Carmel để thành lập ''Dòng Quân sự và Cứu tế Hoàng gia của Đức Mẹ Núi Carmel và Thánh Lazarus của Jerusalem đoàn kết''. Chi nhánh này đã liên kết chặt chẽ với Vương miện Hoàng gia trong thế kỷ 18 với các đại sư phục vụ khi đó là thành viên của gia đình Hoàng gia. Dòng thánh đã phải chịu hậu quả nặng nề sau cuộc Cách mạng Pháp và phải lưu vong cùng với Louis-Stanislas-Xavier, Comte (bá tước) de Provence và vị vua lưu vong Louis XVIII. Dòng thánh đã chính thức mất đi sự bảo vệ của Hoàng gia vào năm 1830 và sau đó không còn được liệt vào danh sách bảo hộ của hoàng gia trong Niên giám Hoàng gia Pháp.
Từ lazarette, trong một số ngôn ngữ đồng nghĩa với bệnh phong, được cho là cũng có nguồn gốc từ các cơ sở cứu tế của dòng thánh Lazarus, những cơ sở này đã trở thành các trạm cách ly vào thế kỷ 15 khi bệnh phong không còn là tai họa như những thế kỷ trước.

## Lịch sử

### Thập tự chinh
Giáo binh đoàn của dòng thánh Lazarus bắt nguồn từ một bệnh viện phong được thành lập vào thế kỷ thứ mười hai bởi các thập tự quân của vương quốc Latin Jerusalem. Trước đó đã có những bệnh viện phong cùi ở phương Đông và các Hiệp sĩ dòng Thánh Lazarus đã tuyên bố là tổ chức kế tục hệ thống các bệnh viện này, tổ chức này được coi là lâu đời nhất trong tất cả các dòng thánh. Theo Charles Moeller, "mục đích này là ngụy tạo"; nhưng có bằng chứng tài liệu xác nhận rằng những cơ sở này là một tâm điểm được vận hành vào năm 1073.
Ban đầu, Dòng Thánh Lazarus hoàn toàn là một tổ chức của những các bác sĩ và áp dụng những quy tắc khám chữa bệnh của Thánh Augustinô (Augustine) vốn đã được áp dụng ở phương Tây. Dòng thánh đảm nhận một vai trò quân sự vào thế kỷ 12. Các thành viên đeo một cây thánh giá màu xanh lá cây trên áo tu của họ.
Các cơ sở vốn phụ thuộc vào khu vực cách ly những người mắc bệnh phong tại Jerusalem cuối cùng đã được thành lập tại các thị trấn khác ở Đất Thánh, đặc biệt là ở Acre cũng như ở nhiều nước châu Âu: Nam Ý (Capua), Hungary, Thụy Sĩ, Pháp (Boigny) và Anh (Burton Lazars). Louis VII của Pháp sau khi trở về sau cuộc Thập tự chinh thứ hai đã quyên tặng cho hội thánh tòa lâu đài tại Broigny, gần Orléans vào năm 1154. Việc làm này cũng được thực hiện bởi Henry II của Anh và Frederick II của Đế quốc La Mã thần thánh.
Năm 1154, Vua Louis VII của Pháp đã giao cho Dòng Thánh Lazarus một lâu đài tại Boigny gần Orléans để trở thành trụ sở của hội bên ngoài Đất Thánh. Sau sự sụp đổ của Acre vào năm 1291, các Hiệp sĩ của hội thánh Lazarus đã rời Thánh địa và chuyển đến Cyprus, sau đó là Sicily và cuối cùng trở lại Boigny, nơi đã được nâng lên thành một lãnh địa nam tước vào năm 1288.
Dòng Lazarus cơ bản là một tổ chức cứu tế nhưng cũng đồng thời tham gia một số trận chiến. Sau khi Jerusalem thất thủ vào tháng 7 năm 1244 và Trận La Forbie diễn ra vào tháng 10 năm sau, Dòng Thánh Lazarus, mặc dù vẫn được gọi là "của Jerusalem", đã chuyển đến Acre, nơi họ đã được các Hiệp sĩ đền thánh chuyển nhượng quyền sử dụng lãnh thổ vào năm 1240. The Ordinis Fratrum & Militum Hospitalis Leprosorum S. Lazari Hierosolymitani theo Quy tắc Augustinian đã được xác nhận bởi tông sắc giáo hoàng Cum a Nobis Petitur của Giáo hoàng Alexander IV vào tháng 4 năm 1255. Năm 1262, Giáo hoàng Urban IV đảm bảo rằng quyền các miễn trừ tương tự như vậy cũng được ban bố cho các dòng tu.

### Cuối thời trung cổ
Hội thánh đã nhanh chóng từ bỏ các hoạt động quân sự sau khi Acre thất thủ năm 1291. Hậu quả của thảm họa này là bệnh viện phong của hội Thánh Lazarus ở Jerusalem đã bị phá hủy. Tuy nhiên, các lãnh địa của dòng thánh ở châu Âu, cùng với phần thu nhập lợi tức của họ vẫn tiếp tục được duy trì. Năm 1308, Vua Philip IV của Pháp đã ban lệnh bảo hộ tạm thời đối với hội thánh.
Năm 1490, Giáo hoàng Innocent VIII đã cố gắng thống nhất tổ chức và bàn giao tài sản của Hiệp sĩ dòng Lazarus cho các Hiệp sĩ Cứu tế. Mặc dù điều này đã được xác nhận vào năm 1505 bởi Giáo hoàng Julius II nhưng Dòng thánh Lazarus đã chống lại động thái này và các hiệp sĩ cứu tế đã không bao giờ thâu tóm được khối tài sản này ngoại trừ ở Đức. Ở Pháp, cuộc phản đối tông sắc giáo hội đã bị phớt lờ và các đại thống lĩnh tại Pháp được bổ nhiệm. Các hiệp sĩ cứu tế đã tuyên bố sở hữu khối tài sản tại Pháp nhưng yêu sách của họ đã bị Quốc hội Paris bác bỏ vào năm 1547.
Năm 1565, Giáo hoàng Pius IV đã bãi bỏ tông sắc của những người tiền nhiệm và khôi phục mọi tài sản cho dòng thánh Lazarus để ông có thể trao quyền lực cho nhân vật mà ông yêu thích là Giovanni de Castiglione. Nhưng sau đó đã không thành công trong việc chuyển giao cho các đơn vị ở Pháp. Đến cuối thế kỷ 16, Dòng thánh Lazarus chỉ còn tồn tại ở Pháp và Ý.

### Sau năm 1572

#### Hoàng gia Savoy

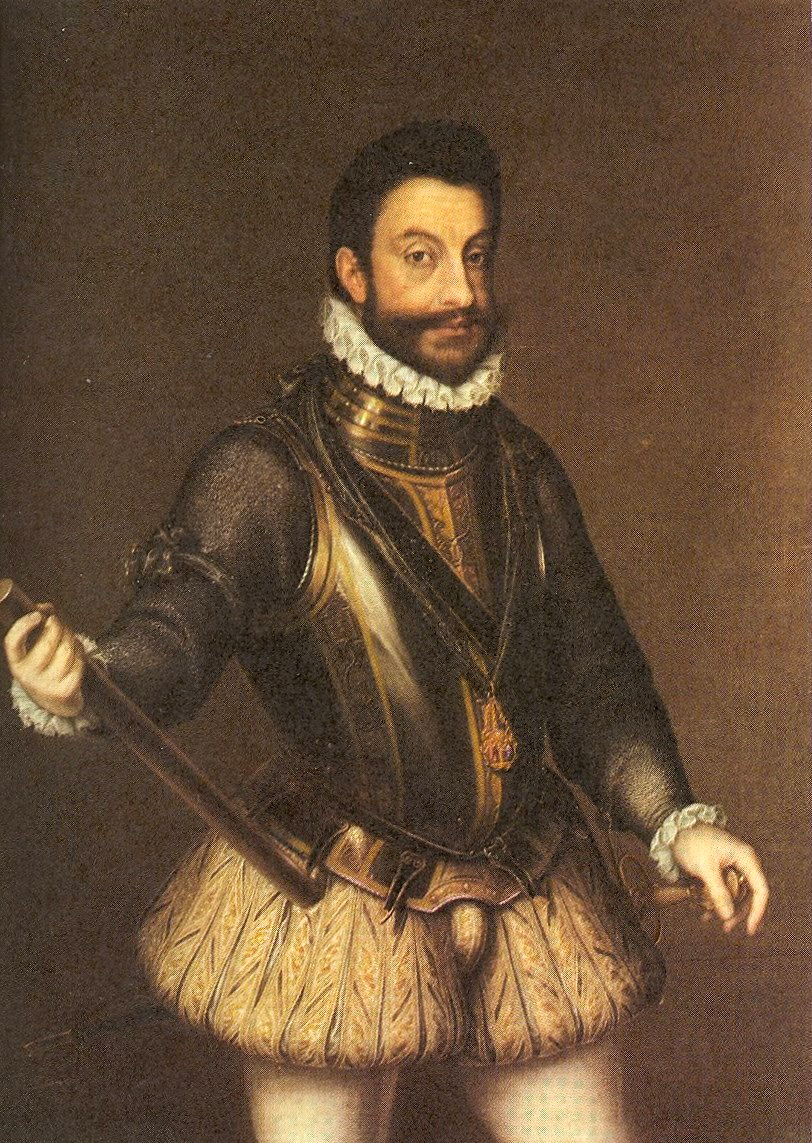
Emmanuel Philibert, Công tước xứ Savoy (1528–1580), người sáng lập và là đại thống lĩnh đầu tiên của Dòng Maurice và Lazarus, được Giáo hoàng Gregory XIII công nhận vào năm 1572.

Với cái chết của Castiglione, vào năm 1572, cơ quan đại diện của dòng thánh bị bỏ trống và Giáo hoàng Gregory XIII đã hợp nhất chi nhánh Ý với Dòng Thánh Maurice để thành lập Các hiệp sĩ dòng Thánh Maurice và Lazarus. Lệnh này sau đó được liên kết vĩnh viễn với vương miện of Savoy và từ đó đến nay, danh hiệu đại thống lĩnh được cha truyền con nối trong dòng tộc này.
Đến đời Giáo hoàng Clement VIII, dòng thánh có cơ sở tại hai dòng tộc, một ở Turin, nhằm đóng góp vào các cuộc chiến đấu trên bộ, trong khi ở Nice, phải cung cấp các tàu ga-lê để chống lại người Thổ Nhĩ Kỳ trên biển. Nhưng quy mô giảm xuống tại các bang của Savoy, dòng thánh này chỉ còn tồn tại cho đến khi Cách mạng Pháp bùng nổ. Năm 1816, Vua của Sardinia, Victor Emmanuel I tái lập tước hiệu Hiệp sĩ và Chỉ huy của dòng thánh Maurice và Lazarus nhưng chủ yếu là về mặt hình thức và bất cứ ai cũng có thể được phong tước mà không cần điều kiện xuất thân cho cả dân thường và quân nhân.
Dòng thánh đã trở thành lực lượng hiệp sĩ quốc gia khi tiến trình thống nhất nước Ý diễn ra vào năm 1861 nhưng đã bị luật pháp đàn áp kể từ khi nước Cộng hòa thành lập năm 1946. Kể từ năm 1951, dòng thánh đã không được chính thức công nhận bởi nhà nước Ý. Tuy nhiên, Nhà Savoy hoạt động lưu vong vẫn tiếp tục duy trì hoạt động của dòng thánh. Ngày nay, tước vị vẫn được dùng để phong cho những người xuất sắc trong các hoạt động công ích, khoa học, nghệ thuật, thư từ, thương mại và từ thiện.

#### Hoàng gia Pháp

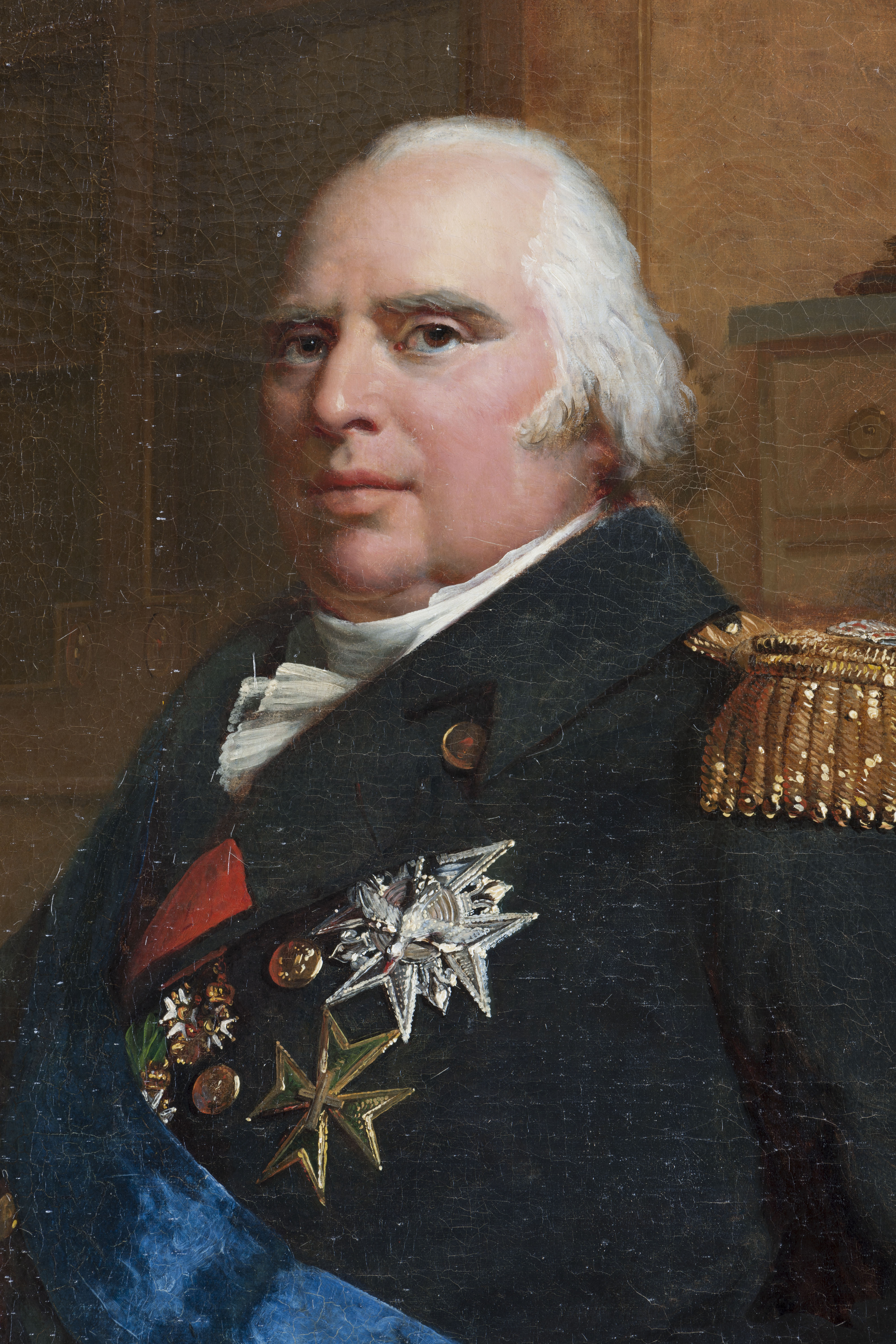
Louis XVIII (1755–1824) với thánh giá của Dòng Thánh Lazarus

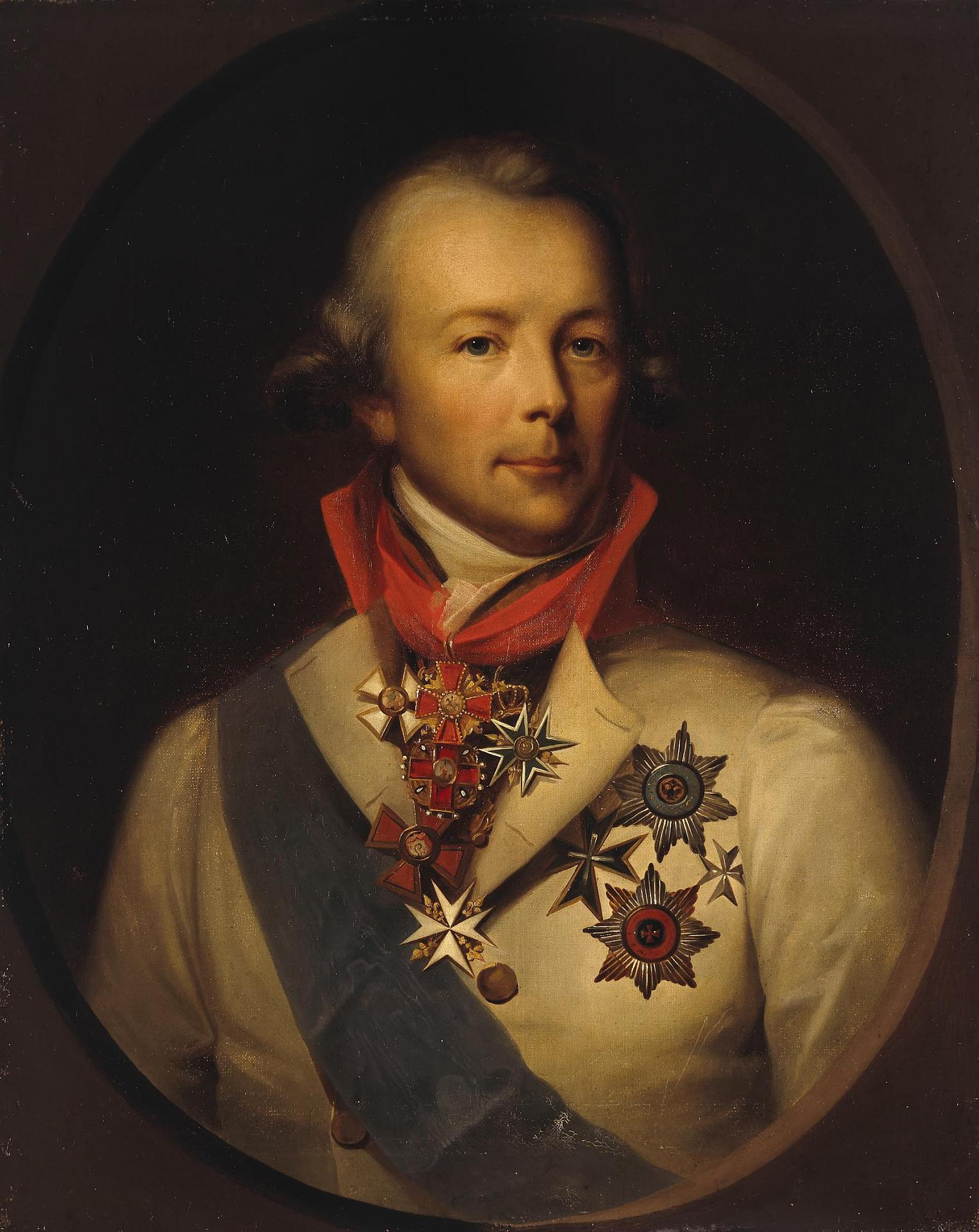
Peter Ludwig von der Pahlen (1745–1826) với cây thánh giá của Hiệp sĩ Saint Lazarus

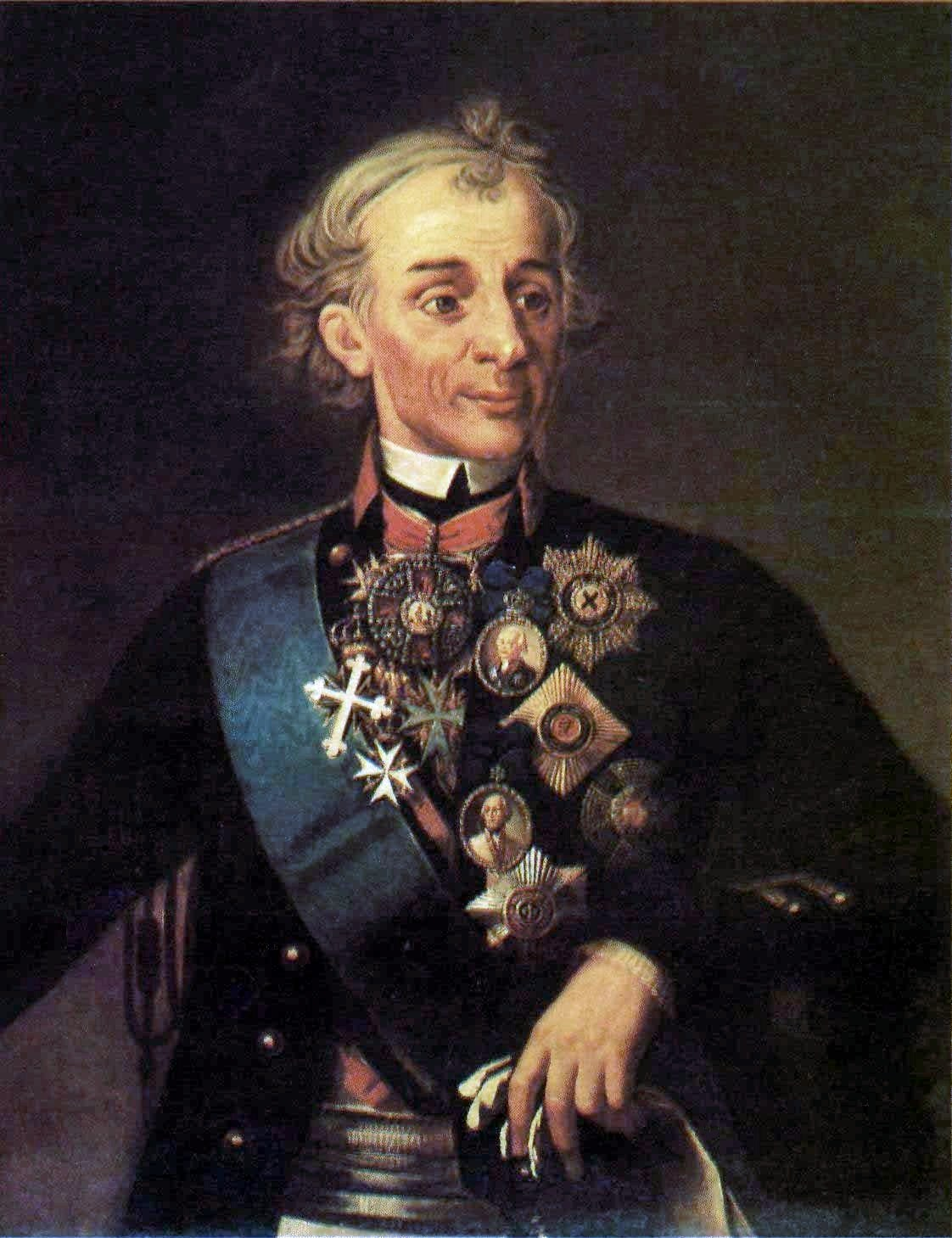
Tướng Nga Alexander Suvorov (1730-1800) với cây thánh giá của Hiệp sĩ Thánh Lazarus

Năm 1604, Henry IV của Pháp tái tuyên bố những cơ sở của dòng thánh tại Pháp được đặt dưới sự bảo hộ của Hoàng gia. Vua Henry IV với sự chấp thuận của Giáo hoàng Paul V thành lập Dòng Notre-Dame du Mont-Carmel vào năm 1608. Sau đó thống nhất với dòng thánh mới này các tài sản của dòng Thánh Lazarus ở Pháp và đó lý giải cho nguồn gốc của tước hiệu Ordres Royaux, Militaires & Hospitaliers de Saint Lazare de Jérusalem & de Notre-Dame du Mont-Carmel réunis ("Dòng thánh của Hoàng gia, Quân đội và Cứu tế của Đức Mẹ Núi Carmel và Thánh Lazarus của Jerusalem hợp nhất"). Sự kết hợp này cuối cùng đã nhận được sự chấp thuận chính thức về mặt giáo luật vào ngày 5 tháng 6 năm 1668 thông qua tông sắc do Hồng y Legate de Vendôme cấp dưới quyền Giáo hoàng Clement IX.
Không giống với tình hình của Dòng Thánh Maurice và Lazarus tại Savoy, nơi có sự hợp nhất hoàn toàn thành một thống nhất, hệ phái ở Pháp không được hợp nhất hoàn toàn với Dòng Đức Mẹ Núi Carmel mà các đơn vị lại được quản lý như hai thực thể riêng biệt, với các cá nhân có thể được kết nạp vào một dòng thánh nhưng không nhất thiết phải theo cả hai.
Trong cuộc Cách mạng Pháp, một sắc lệnh ngày 30 tháng 7 năm 1791 đã trấn áp tất cả các dòng thánh của hoàng gia và hiệp sĩ ở Pháp. Một sắc lệnh khác vào năm sau đã tuyên bố tịch thu tất cả tài sản của dòng thánh. Tòa Thánh, nơi sáng lập ra Dòng thánh, đã không tiến hành đàn áp dòng thánh trong khi Louis, Bá tước Provence lúc đó là đại thống lĩnh của dòng thánh, người sau này trở thành Louis XVIII, tiếp tục hoạt động lưu vong và tiếp tục thu nhận nhiều chức sắc khác nhau.
Các học giả vẫn đang tranh cãi xoay quanh các quan điểm về mức độ mà Dòng thánh vẫn hoạt động trong và sau cuộc Cách mạng Pháp. Tuy nhiên, không có nghi ngờ gì về sự tồn tại tiếp diễn của nó trong thời gian này. Trong nhiều bảo tàng có lưu giữ một số bức tranh của các quý tộc Nga và Baltic được nhận đặt hàng sau năm 1791. Trong danh sách này có tướng John Lamb, hoàng tử Suvorov, bá tước Pahlen, bá tước Sievers v.v. Một số hiệp sĩ mới được thêm vào từ những năm 1814 đến 1830. Vua Louis XVIII, người bảo vệ dòng thánh và Đức de Châtre, vị tướng của dòng, đều qua đời vào năm 1824. Năm 1830, một sắc lệnh hoàng gia đã khiến dòng thánh mất đi sự bảo vệ của hoàng gia Pháp.

### Các tổ chức kế tục
- Dòng thánh Saints Maurice và Lazarus
- Quân đội Hoàng gia và Đội quân cứu tế của Đức Mẹ Núi Carmel và Thánh Lazarus của Jerusalem hợp nhất

## Trong văn hoá đại chúng
- Dòng thánh Lazarus được mô tả trong phần hai của loạt phim truyền hình Knightfall.
- Một phiên bản hư cấu của dòng thánh được mô tả trong loạt phim truyền hình A Discovery of Witches.